# Franciszek Sępichowski
Franciszek Sępichowski vel Krówka, ps. „Węgrzyn” (ur. 3 listopada 1897 w Sępichowie, zm. 21 września 1939 w Młocinach) – kapitan piechoty Wojska Polskiego, działacz niepodległościowy, kawaler Orderu Virtuti Militari.

## Życiorys
Urodził się 3 listopada 1897 w Sępichowie, w ówczesnym powiecie stopnickim guberni kieleckiej, w rodzinie Marcina i Katarzyny z Framów. Ukończył cztery klasy szkoły średniej w Turku i sześć klas szkoły średniej o profilu matematyczno-przyrodniczym. Od 15 czerwca 1917 do 11 listopada 1918 był członkiem Obwodu Polskiej Organizacji Wojskowej w Turku.
W czasie wojny z bolszewikami walczył w szeregach III batalionu 29 Pułku Piechoty, awansując na stopień sierżanta sztabowego. Absolwent 10. klasy Wielkopolskiej Szkoły Podchorążych Piechoty w Bydgoszczy. 25 sierpnia 1922 został mianowany podporucznikiem ze starszeństwem z 1 sierpnia 1922 i 7. lokatą w korpusie oficerów piechoty, i wcielony do 79 Pułku Piechoty w Słonimie. W grudniu 1924 został przydzielony z 79 pp do Powiatowej Komendy Uzupełnień Słonim na stanowisko oficera instrukcyjnego. W marcu 1926, w związku z likwidacją stanowiska oficera instrukcyjnego, został przydzielony do macierzystego pułku na stanowisko oficera Przysposobienia Wojskowego. W sierpniu 1929 został przeniesiony do Szkoły Podchorążych dla Podoficerów w Bydgoszczy na stanowisko instruktora. Do sierpnia 1933 w Bydgoszczy działał społecznie w Związku Legionistów Polskich i pełnił funkcję członka komisji rewizyjnej. W sierpniu 1933 został przeniesiony do 29 Pułku Piechoty w Kaliszu na stanowisko dowódcy kompanii. 22 lutego 1934 został mianowany na stopień kapitana ze starszeństwem z 1 stycznia 1934 i 71. lokatą w korpusie oficerów piechoty. W 1939 dowodził 3. kompanią 29 pp. W czasie kampanii wrześniowej walczył na stanowisku I adiutanta pułku. Poległ 21 września 1939 w Młocinach. Został pochowany na cmentarzu łomiankowskim w Kiełpinie Poduchownym.
Był żonaty, miał dwie córki: Annę Zofię (ur. 29 maja 1928) i Irenę Helenę (ur. 19 stycznia 1930).

## Ordery i odznaczenia
- Krzyż Srebrny Orderu Wojskowego Virtuti Militari nr 466 – 28 lutego 1921[20][5]
- Krzyż Niepodległości – 6 czerwca 1931 „za pracę w dziele odzyskania niepodległości”[21]
- Krzyż Walecznych dwukrotnie[22]
- Srebrny Krzyż Zasługi – 10 listopada 1928 „w uznaniu zasług, położonych na polu pracy w poszczególnych działach wojskowości”[23][24]
- Medal Pamiątkowy za Wojnę 1918–1921[13]
- Medal Dziesięciolecia Odzyskanej Niepodległości[13]